# Colpochila chinnicki
Colpochila chinnicki är en skalbaggsart som beskrevs av Britton 1986. Colpochila chinnicki ingår i släktet Colpochila och familjen Melolonthidae. Inga underarter finns listade i Catalogue of Life.